# Allium deciduum
Allium deciduum là một loài thực vật có hoa trong họ Amaryllidaceae. Loài này được Özhatay & Kollmann mô tả khoa học đầu tiên năm 1983.